# National Academy of Television Arts and Sciences
La National Academy of Television Arts and Sciences (NATAS) è un'organizzazione di servizi professionali statunitense fondata nel 1955 per "il progresso delle arti e delle scienze della televisione e la promozione della leadership creativa per i risultati artistici, educativi e tecnici all'interno dell'industria televisiva".  La sede centrale della NATAS è a New York, l'associazione è a livello nazionale e ha sezioni locali in tutto il Paese. Fino al 2007 era nota anche come National Television Academy. NATAS distribuisce diversi gruppi di Emmy Awards, tra cui quelli per la programmazione diurna, sportiva, di informazione e documentari.

## Organizzazione
Uno dei suoi ex presidenti, Don DeFore, ebbe un ruolo determinante nell'organizzare la trasmissione degli Emmy Awards sulla TV nazionale per la prima volta il 7 marzo 1955. Tra gli altri presidenti del passato figurano Diana Muldaur, John Cannon, Peter Price, Frank Radice e Bob Mauro.

## Premi

### Premi nazionali
NATAS distribuisce diversi gruppi di Emmy Awards a livello nazionale negli Stati Uniti, tra cui i Daytime Emmy Awards e gli Sports Emmy Awards.
La NATAS ha anche supervisionato i Primetime Emmy Awards fino a quando, negli anni '70, una divisione tra i membri della East e della West School portò l'Academy of Television Arts & Sciences ad abbandonare la NATAS. ATAS supervisiona gli Primetime Emmy (programmi in prima serata) e quelli dell'area di Los Angeles, mentre NATAS si occupa degli altri riconoscimenti Emmy. Nel 2007, l'organizzazione ha generato un'organizzazione pari dedicata ai nuovi media, chiamata National Academy of Media Arts & Sciences (NAMAS). 

### Premi regionali
19 sezioni regionali NATAS organizzano cerimonie di premiazione proprie, assegnando statuette Emmy simili a quelle assegnate durante le cerimonie nazionali. Gestiscono inoltre i propri programmi regionali di borse di studio e premi per le produzioni degli studenti. 
La Academy of Television Arts & Sciences assegna solo i premi della sezione regionale di Los Angeles, CA.

## Rivista
NATAS pubblicò una rivista, Television Quarterly, che iniziò nel 1962.  